# Metodija Andonov Čento
Metodija Andonov Čento (1902. – 1957.) je bio političar i sudionik Narodnooslobodilačke borbe. Funkciju predsjednika ASNOM-a, odnosno Prezidijuma Narodne skupštine Makedonije, obnašao je od 2. kolovoza 1944. do 15. ožujka 1946. godine.

## Životopis
Metodija Andonov rođen je 17. kolovoza 1902. godine u Prilepu. Do rata je bio političar u opoziciji. Na petosvibanjskim izborima 1935. godine sudjelovao je kao zamjenski kandidat, a 1938. godine kao kandidat na listi Udružene opozicije.
Više je puta zatvaran od strane jugoslavenske policije. Godine 1939. interniran je u Veliku Kikindu, zbog sudjelovanja u organiziranju Ilindenskih demonstracija u Prilepu. Iduće je godine pritvoren u Bajinoj Bašti, jer se zalagao za upotrebu makedonskog jezika u školama i od strane suda osuđen je na smrt.
Dana 15. travnja 1941. godine izveden je pred streljački vod, ali je na kraju oslobođen. Bugarske okupacione vlasti su mu ponudile da surađuje s njima, ali je Čento odbio ulogu kolaboracioniste. Zbog toga se od srpnja 1941. do leta 1943. godine nalazio u zatvoru i bugarskoj internaciji.
Nakon izlaska iz internacije, Glavni štab NOV i PO Makedonije pozvao ga je da se priključi Narodnooslobodilačkom pokretu. Čento je prešao na slobodnu teritoriju na Debarca 1. listopada 1943. godine. Tada je postao član Komunističke partije Jugoslavije, član Glavnog stožera Makedonije i predsjednik Inicijativnog odbora za sazivanje ASNOM-a. Dana 2. kolovoza 1944. godine, na Prvom zasjedanju ASNOM-a izabran je za predsjednika ASNOM-a.

### Posljeratna karijera i smrt
Dana 1. siječnja 1945. godine, na Trećem zasjedanju ASNOM-a izabran je za predsjednika Prezidijuma Narodne skupštine Makedonije. Ovu je funkciju obnašao do 15. ožujka 1946. godine. Bio je i član Prezidijuma AVNOJ-a i Savezne skupštine. Pošto je Čento želio veću autonomiju Makedonije unutar FNR Jugoslavije, došao je u sukob sa Svetozarom Vukmanovićem, Titovim poslanikom za Makedoniju i Lazarom Koliševskim, glavnim tajnikom Komunističke partije Makedonije.
Ubrzo je dao ostavku na svim pozicijama i isključen iz KPJ, zbog neslaganja s jugoslavenskim političkim vrhom i pritiska da siđe s vlasti. Vratio se u rodni Prilep, ali je 14. srpnja uhićen pod optužbom da je širio nacionalističke ideje. Dana 12. studenog osuđen je na dvanaest godina zatvora. Dana 4. rujna 1955. godine je pušten uvjetno, nakon devet godina i četiri mjeseca provedenih u zatvoru.
Umro je 24. srpnja 1957. godine od raka želudca u svom domu u Prilepu.
Vrhovni sud Republike Makedonije ga je 1991. godine rehabilitirao, povukavši sve optužbe iz 1946. godine.